# هويتفيلت (عائلة نبلاء)

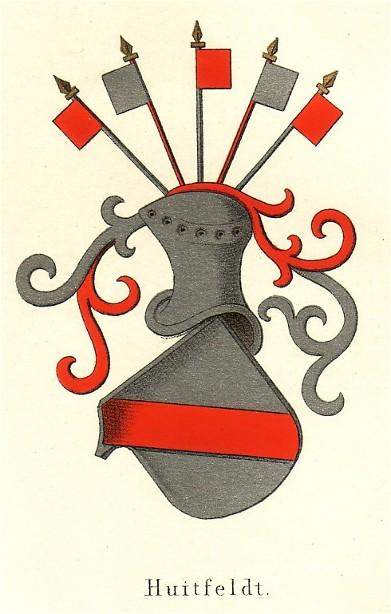

هويتفيلت عائلة نبلاء نرويجية.

## أصل التسمية
هي في الأصل عائلة نبلاء دنماركية. وصلت إلى النرويج حوالي عام 1581 مع أندرس هويتفيلت (1555 – 1620)، والذي تزوج مارغريت ليتله، ابنة بيدر هانسن ليلته، الضابط في حصن أكرسهوس، وابنة إنغبورغ نيلسداتر غيلنلوفه.
أصبح أندرس هويتفيلت مالك مزرعة ترونشتات في هوروم في بوسكيرود، والتي ظلت في ملكية العائلة لمدة 220 سنة. 
في الدنمارك يرجع نسب العائلة إلى هنريك نيلسن (عاش حول 1429) في فينتوفته في فونن. وخلال العصور الوسطى استخدمت العائلة اسم هوغنسكيلد. ومن أشهر أفراد العائلة الفارس كلاوس هوغنسكيلد (عاش حول 1386)، وكذلك اللورد بيدر هوغنسكيلد مستشار المملكة (عاش من حوالي 1400 إلى 1478). 
وفي عام 1526 حين قرر الملك فردريك الأول ملك الدنمارك والنرويج أن ينظم شؤون النبلاء الدنماركيين بأن تتبنى أسماء دائمة، قررت العائلة اتخاذ اسم هويتفيلت لكي يرسم على رايتهم. ويتكون الاسم من مقطعين هما «هويت» و«فيلت» ويعنيان الحقل الأبيض. 